# طنب الصغرى
 طنب الصغرى واحدة من ستة جزر تشكل أرخبيل مضيق هرمز جنوب الخليج العربي، تتبع لإمارة رأس الخيمة في دولة الإمارات العربية المتحدة، احتلتها إيران في عام 1971 م، وتقع اليوم ضمن محافظة هرمزغان الإيرانية، وتطالب بها دولة الإمارات العربية المتحدة.

جزيرة طنب الصغرى، والتي تعرف في بعض المصادر بجزيرة (نابيو)، وتحتل هذه الجزيرة موقعاً يبعد عشرة كيلومترات إلى الغرب من جزيرة طنب الكبرى.

## شكل الجزيرة
جزيرة طنب الصغرى على شكل مثلث طولها كيلومتر واحد، وعرضها 700 متر، وأرضها ذات طبيعة صخرية على شكل تلال يبلغ أقصى ارتفاعاتها 116 متراً، يلجأ إليها الصيادون عند اشتداد الرياح وعلو الأمواج.
تتكاثر فيها الطيور البرية والبحرية ولا تتوفر فيها مياه الشرب العذبة ولذلك لا يسكنها أحد من البشر ولكنها كانت بمثابة مستودع ومخزن للمعدات والأمتعة.
الجزيرة كانت تتبع لرأس الخيمة قبل قيام دولة الإمارات العربية المتحدة، واحتلت عن طريق إيران في 1971 تحت غطاء خطة بريطانية مثيرة للجدل لإعادة توزيع واستقلال لمستعمراتها في الخليج العربي.
تطالب الإمارات العربية المتحدة دولة إيران بالانسحاب من جزيرة طنب الصغرى مستندة بأدلة تاريخية لأصل الجزيرة العربي.
الجزيرة واحدة ضمن مجموعة من الجزر التي احتلتها إيران في العام 1971، وذلك منذ الانسحاب البريطاني من المنطقة، والجزيرتين الأُخريين إضافة إلى جزيرة أبو موسى هي طنب الكبرى وطنب الصغرى.

وكان مجلس التعاون لدول الخليج العربية قد شبه الاحتلال الإيراني للجزر الإماراتية الثلاث «بالاحتلال الإسرائيلي للأراضي العربية»، وذلك بعد قيام طهران بفتح مكتبين لها في الجزيرة.

شارع جزيرة طنب الصغرى في إمارة عجمان تابعة لإمارة رأس الخيمة

## الاحتلال الإيراني للجزيرة
في 29 نوفمبر 1971 احتلتها القوات الإيرانية بعد انسحاب البريطانيين من هذه الجزيرة، وكان ذلك قبل إعلان قيام دولة الإمارات العربية المتحدة، حيث طالبت بها الحكومة الإماراتية إلى جانب جزيرتي طنب الصغرى وطنب الكبرى وجزيرة أبو موسى، ولكن الحكومة الإيرانية تدعي أنها جزر إيرانية كانت قد احتلت من قبل البريطانيين في السابق.
اكتفت الإمارات بالوسائل الدبلوماسية لحل الأزمة تفاديا لتصعيد النزاع بينها وبين إيران.•	

## جذور الأطماع الإيرانية في جزر الخليج العربي
ترجع جذور الأطماع الإيرانية في الجزر العربية إلى القرن الثامن عشر عندما تمكن القواسم من بسط سيطرتهم على سواحل الخليج العربي الجنوبية بشطريها الشرقي والغربي. فلم يكن التواجد العربي على هذه السواحل جديداً. فقد اعتاد عرب الساحل العربي على إيجاد إمارات عربية خاصة بهم ممتدة على طول الساحل الشرقي للخليج اعتباراً من: إمارة بني كعب الواقعة في منطقة المحمرة (عربستان) إلى إمارة بوشهر والتي كان يحكمها أتباع الشيخ ناصر آل مذكور الذين يعرفون في التاريخ باسم "النصور"، وكذلك عرب بندر ريق وإمارة المرازيق وإمارة آل علي وامارة العبادلة وامارة آل نصوري وامارة آل حرم وامارة الحمادي وامارة بني بشر وامارة الدواسر وامارة آل كنده وإمارة العباسيين في منطقة بر فارس، ثم تلاها سلسلة من المشيخات لقبائل عربية مختلفة سكنت على طول الساحل إلى مدينة بندر لنجة العاصمة القاسمية هناك والتي تقع مقابل إمارة رأس الخيمة تقريباً.

## معرض الصور

جزيرة طنب الصغرى تابعة لإمارة رأس الخيمة
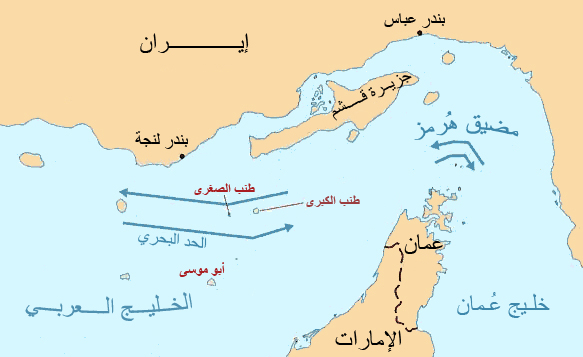
جزيرة طنب الصغرى تابعة لإمارة رأس الخيمة
جزيرة طنب الصغرى تابعة لإمارة رأس الخيمة
جزيرة طنب الصغرى تابعة لإمارة رأس الخيمة